# کاترین بروکس
کاترین بروکس (انگلیسی: Katherine Brooks؛ زادهٔ ۱۵ مارس ۱۹۷۶) نویسنده، کارگردان فیلم اهل ایالات متحده آمریکا است.

## فیلمشناسی
- بیداری مدیسون
- آنابل دوست داشتنی
- چهره به چهره